# Oxalis refracta
Oxalis refracta är en harsyreväxtart som beskrevs av Augustin François César Prouvençal de Saint-Hilaire.
Oxalis refracta ingår i släktet oxalisar och familjen harsyreväxter. Inga underarter finns listade i Catalogue of Life.